# Нижня Сілезія (провінція)
Ця стаття про історичну Прусську провінцію, про сьогоденну провінцію Польщі дивись Нижньосілезьке воєводство.
Провінція Нижня Сілезія (нім. Provinz Niederschlesien) була провінцією Пруссії з 1919 по 1945 рік, але у 1938—1941 роках була об'єднана з провінцією Верхня Сілезія у провінцію Сілезія. Столицею Нижньої Сілезії був Бреслау (зараз Вроцлав Польща). Провінція, крім того, ділилася на два адміністративні округи ('Regierungsbezirke') Вроцлав і Легниця.
Область Нижня Сілезія нині належить переважно Польщі, але частково входить і до Німеччини Саксонія (Гьорліц, Ротенбург (Верхня Лужиця) і Гоєрсверда) і незначною частиною в Бранденбурзі.